# Rödbrun marklöpare
Rödbrun marklöpare (Calathus cinctus) är en skalbaggsart som beskrevs av Victor Ivanovitsch Motschulsky 1850. Rödbrun marklöpare ingår i släktet Calathus, och familjen jordlöpare. Arten är reproducerande i Sverige.